# Federació Catalana per la Cultura i el Patrimoni Marítim i Fluvial
La Federació Catalana per la Cultura i el Patrimoni Marítim i Fluvial és un organisme que agrupa associacions de defensa i recuperació del patrimoni material i immaterial marítim i fluvial a Catalunya, i que es va fundar l'any 2005. La federació i els membres organitzen esdeveniments al voltant de les embarcacions tradicionals. Volen fomentar aquest patrimoni, entre d'altres per la restauració o rèplica d'embarcacions tradicionals i l'aprenentatge de les tècniques de la navegació tradicional, així com protegir, conservar i difondre la cultura i el patrimoni marítim tradicional.
El 2019 van signar un conveni de col·laboració amb llur equivalent del Rosselló, el Groupement des associations du patrimoine marítime du Roussillon. Junts volen treballar per fer reconèixer la vela llatina com a patrimoni immaterial de la humanitat.
Organitza des de 2006, i amb caràcter bianual, la Festa de la Mar per fer conèixer al públic el patrimoni marítim de Catalunya i d'altres regions marineres. La primera es va celebrar a Cadaqués, i van seguir Vilanova i la Geltrú el 2010, Cambrils el 2015, l'Ametlla de Mar el 2017, Arenys de Mar i Sant Pol de Mar el 2019, Calafell el 2023.
La FCCPMF compta amb vint entitats federades:
- El Moll (Arenys de Mar)
- A Tot Drap (Sant Pol de Mar)
- Associació Aixa de Badalona
- Associació d'Amics de la Vela Llatina de Cadaqués
- Associació d'Amics de la Vela Llatina de Calella de Palafrugell
- Associació d'Amics de la Vela Llatina de l'Escala
- Associació Amics del Quetx Ciutat Badalona
- Associació Amics de la Barca de Vela Llatina. El Mamelló (Pineda de Mar)
- Associació de Guissaires Baix a Mar (Torredembarra)
- Associació l'Arjau (Cambrils)
- Associació Gironina Amics de la Mar
- Associació Patí Català i Vela Llatina Calafell (Calafell)
- Associació Bot Calafell (Calafell)
- Associació Raiers del Segre de Coll de Nargó
- Bric-barca-Centre d'Estudis Nàutics de Vilassar de Mar
- Club Nàutic de Mora d'Ebre
- Club Patí Vela Barcelona
- Orsapop Amics de la Vela Llatina de Torredembarra
- Reial Club Marítim de Barcelona
- Vela Llatina La Cala (Ametlla de Mar).

Cada dos anys, una d'aquestes entitats organitza la Festa de la Mar que se celebra sempre als volts del 2 de juny, diada de Sant Elm, primigeni patró dels navegants catalans.